# Кёбер, Себастиан
Себа́стиан Кёбер (нем. Sebastian Köber; 28 мая 1979, Франкфурт-на-Одере) — немецкий боксёр тяжёлых весовых категорий, выступал за сборную Германии в 2000-е годы. Участник двух летних Олимпийских игр, бронзовый призёр Игр в Сиднее, обладатель бронзовых медалей чемпионатов мира и Европы, многократный победитель национального первенства. В период 2006—2010 боксировал на профессиональном уровне, но без особого успеха.

## Биография
Себастиан Кёбер родился 28 мая 1979 года в городе Франкфурт-на-Одере, федеральная земля Бранденбург. Уже в юном возрасте начал заниматься в местном боксёрском клубе, а в 1996 году впервые выиграл чемпионат Германии среди юниоров. Год спустя повторил это достижение, кроме того, был победителем на юниорском чемпионате Европы в Бирмингеме. В 2000 году стал попадать в основную национальную сборную, благодаря череде удачных выступлений удостоился права защищать честь страны на летних Олимпийских играх в Сиднее, уверенно прошёл двоих соперников, но на стадии полуфиналов встретился со знаменитым кубинцем Феликсом Савоном и проиграл ему с разгромным счётом 8:19. Также участвовал в зачёте взрослого чемпионата Европы в Тампере, однако потерпел поражение в первом же матче на турнире.
На чемпионате мира 2001 года в Белфасте на стадии четвертьфиналов соперником Кёбера стал будущий чемпион мира среди профессионалов Дэвид Хэй, и немецкий боксёр не смог переиграть его. За этим последовал переход в супертяжёлую весовую категорию и выступление на европейском первенстве в Перми, где Кёбер завоевал бронзовую медаль, уступив лишь россиянину Александру Поветкину. На чемпионате мира среди военнослужащих в Ирландии Себастиан Кёбер выиграл золотую медаль, одолев в финале титулованного итальянца Роберто Каммарелле. В 2003 году получил бронзу на чемпионате мира в Белфасте, но на европейском первенстве в следующем сезоне выбыл из борьбы в первом же раунде — Каммарелле взял реванш. Оставаясь в числе лидеров сборной, Кёбер съездил на Олимпиаду в Афины, тем не менее, повторить успех четырёхлетней давности не сумел, потерпев поражение уже в первом же матче от казаха Мухтархана Дильдабекова. После этих соревнований он ещё в течение некоторого времени оставался в команде, в частности, в 2005 году победил на мировом первенстве вооружённых сил, однако вскоре ушёл из любительского бокса.
В 2006 году Кёбер решил попробовать себя на профессиональном уровне, за три года провёл на территории Европы (преимущественно в Германии) девятнадцать боёв, во всех случаях победил, выиграл пояс чемпиона страны, хотя соперники у него были далеко не самые сильные. В январе 2010 года неожиданно проиграл возрастному американцу Заку Пейджу, боксёру с отрицательным рекордом. Затем потерпел поражение от начинающего карьеру соотечественника Маркуса Топалы. Полоса неудач заставила спортсмена покинуть ринг.
Себастиан Кёбер окончил Хагенский заочный университет, является дипломированным банкиром и специалистом в области делового администрирования. Одновременно с боксёрской карьерой служил в Вооружённых силах Германии, имеет звание сержанта. Его младший брат Штефан тоже был довольно успешным боксёром-любителем, обладал титулом чемпиона национального первенства.